# سامسونج جالكسي إس 24
سامسونج جالكسي إس 24 هو جزء من سلسلة هواتف سامسونج جالكسي إس، وهي هواتف ذكية تعمل بنظام أندرويد 14
والتي تم تصنيعها، وتسويقها بواسطة سامسونج للإلكترونيات. تم الإعلان عن الهواتف في 17 يناير 2024. و يتميز هاتف إس 24 Ultra بميزات الذكاء الاصتناعي و كاميرا 200MP و كل هواتف السلسلة تعمل بنظام ون يو آي 6
كما أن سامسونج قد ذكرت أن سامسونج جالاكسي إس 25 إلترا لن يعطي الأهمية للبطارية و لكن ستطور الكاميرا أما نسخة جالاكسي إس25 و بلاس فلن تطور الكاميرا
و ستأتي كذلك السلسلة بمعالج Snapdragon8gen4 و نظام أندرويد 15 و ون يو آي 7

## المواصفات

### الشاشة
| النموذج     | حجم العرض (بوصة)    | دقة العرض              | أقصى معدل تحديث | عمق اللون    |
| ----------- | ------------------- | ---------------------- | --------------- | ------------ |
| إس 24       | 156.4 مم (6.2 بوصة) | 2340 × 1080 (FHD+)     | 120 هرتز        | 16 مليون لون |
| إس 24 بلس   | 169.1 مم (6.7 بوصة) | 3120 × 1440 (Quad HD+) | 120 هرتز        | 16 مليون لون |
| أس 24 ألترا | 172.5 مم (6.8 بوصة) | 3120 × 1440 (Quad HD+) | 120 هرتز        | 16 مليون لون |

### المعالج
| النموذج     | سرعة وحدة المعالجة المركزية                        | نوع وحدة المعالجة المركزية |
| ----------- | -------------------------------------------------- | -------------------------- |
| إس 24       | 3.2 GHz, 2.9 جيجاهرتز, 2.6 جيجاهرتز, 1.95 جيجاهرتز | عشاري النواة               |
| إس 24 بلس   | 3.2 GHz, 2.9 جيجاهرتز, 2.6 جيجاهرتز, 1.95 جيجاهرتز | عشاري النواة               |
| إس 24 ألترا | 3.39 GHz, 3.1 جيجاهرتز, 2.9 جيجاهرتز, 2.2 جيجاهرتز | ثماني النواة               |

### التخزين والذاكرة
| النموذج     | التخزين (جيجابايت) | الذاكرة (جيجابايت) |
| ----------- | ------------------ | ------------------ |
| اس 24       | 512 256 128        | 8                  |
| اس 24 بلس   | 512 256 128        | 12                 |
| اس 24 ألترا | 1000 512 256       | 12                 |